# Церковь Эдит Штайн (Гамбург-Нойаллермее)
Церковь Эдит Штайн (нем. Edith-Stein-Kirche) — католический храм в районе Нойаллермёэ в Гамбурге. Построен в 1991—1992 годах по проекту гамбургской группы архитекторов Planen & Bauen и освящена 31 января 1993 года викарным епископом Хансом-Йохеном Яшке. Святым покровителем церкви является Эдит Штайн — кармелитская монахиня еврейского происхождения, убитая в лагере смерти Освенцим в 1942 году.

## История
В связи с активной застройкой Гамбурга в 1980-х и 1990-х годах было принято решение возвести церковь в районе Ноаллермёэ. Церковь конструктивно вписывается в архитектурное окружение.
В 2022 году было предложено взять церковь под охрану как памятник архитектуры.

## Архитектура
Архитекторы решили спроектировать круглую церковь с плоской крышей увенчанной крестом. Церковь с двух сторон окружена приходскими залами, со стороны улицы стеной, заканчивающейся колокольней. Весь комплекс построен на красно-жёлтом кирпиче. Внутри церковь отдалённо напоминает монастырь или тюрьму. В прихожей вестибюля находятся картина и скульптура святого.
Интерьер церкви создан кёльнским художником Вильгельмом Гисом. Перед иконостасом расположен алтарный стол, рядом с ним дарохранительница, за ней, на том же уровне, что и прихожане, седилия. Напротив, находится купель для крещения. Пасхальный подсвечник находится в центре комнаты. Двери со стороны входа окрашены в жёлтый цвет, со стороны интерьера церкви — в красный. Синий цвет появляется  в церкви в некоторых местах — на амвоне, на апостольских канделябрах и как фон иконы Богородицы. В церкви имеется орган.